# Stenopyga orientalis
Stenopyga orientalis är en bönsyrseart som beskrevs av Giglio-tos 1916. Stenopyga orientalis ingår i släktet Stenopyga och familjen Mantidae. Inga underarter finns listade i Catalogue of Life.